# Stasina paripes
Stasina paripes är en spindelart som först beskrevs av Karsch 1879.  Stasina paripes ingår i släktet Stasina och familjen jättekrabbspindlar.
Artens utbredningsområde är Sri Lanka. Inga underarter finns listade i Catalogue of Life.